# Ternant, Nièvre
Ternant är en kommun i departementet Nièvre i regionen Bourgogne-Franche-Comté i de centrala delarna av Frankrike. Kommunen ligger i kantonen Fours som tillhör arrondissementet Château-Chinon (Ville). År 2022 hade Ternant 167 invånare.

## Befolkningsutveckling
Antalet invånare i kommunen Ternant
| Referens: INSEE |